# الانتخابات الرئاسية الكورية الجنوبية 1972
الانتخابات الرئاسية الكورية الجنوبية 1972 هي انتخابات رئاسية ‏ جرت في 23 ديسمبر 1972، في كوريا الجنوبية، لانتخاب رئيس كوريا الجنوبية.
فاز بالانتخابات باك تشونغ هي.